# Daniel Vaillant
Daniel Vaillant (ur. 19 lipca 1949 w Lormes) – francuski polityk, parlamentarzysta, były minister w rządzie Lionela Jospina.

## Życiorys
Z wykształcenia biolog-technolog. Pod koniec lat 60. zaangażował się w działalność Federacji Lewicy Demokratycznej i Socjalistycznej, następnie przystąpił do Partii Socjalistycznej. 
W latach 1986–1988 po raz pierwszy pełnił wybieralną funkcję jako radny regionu Île-de-France. Od 1989 pozostawał radnym Paryża. Od 1995 do 2014 dodatkowo zajmował stanowisko mera 18. dzielnicy.
W okresie 1988–1993 był posłem do Zgromadzenia Narodowego. Mandat poselski odzyskał po roku przerwy (w wyborach uzupełniających), odnowił go także w 1997. Z zasiadania w niższej izbie parlamentu zrezygnował w tym samym roku w związku z objęciem stanowiska ministra ds. kontaktów z parlamentem w gabinecie Lionela Jospina. W sierpniu 2000 został powołany na urząd ministra spraw wewnętrznych (w miejsce Jean-Pierre'a Chevènementa), który sprawował do maja 2002.
W wyborach parlamentarnych w 2002, 2007 i 2012 ponownie był wybierany do Zgromadzenia Narodowego.